# Alfonso Bortolotti
Alfonso Bortolotti (22 novembre 1911 – 17 ottobre 2005) è stato uno scultore, incisore e pittore italiano.

## Biografia

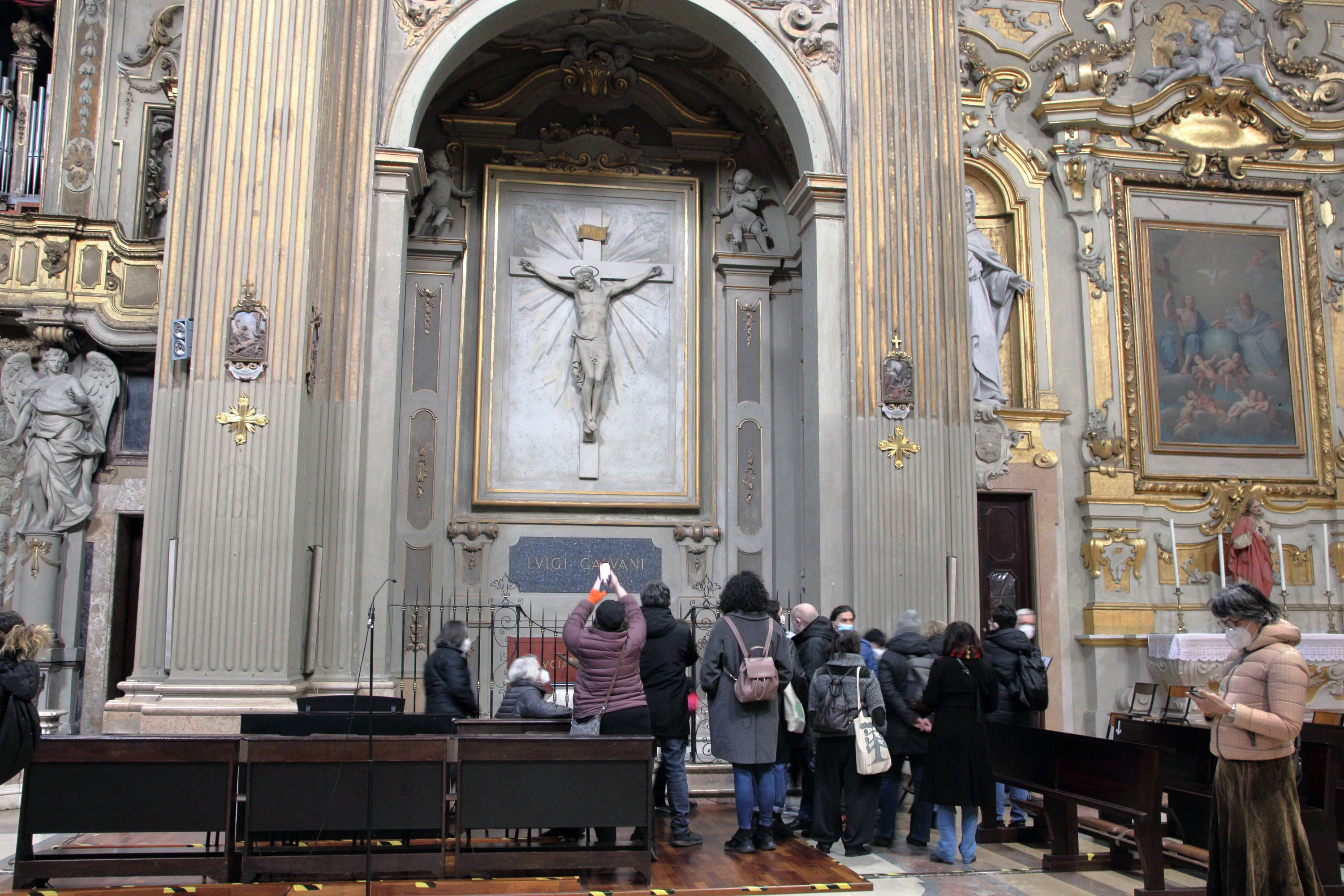
L'interno del Corpus Domini di Bologna.

Dopo il diploma alle Scuola Industrie Artistiche di Bologna nel 1932, studiò a Modena e frequentò l'Accademia di Belle Arti di Bologna sotto la guida di Ercole Drei, Giovanni Romagnoli e Giorgio Morandi.
Nel corso della sua carriera partecipò a varie Quadriennali romane e Biennali veneziane. Il suo lavoro venne selezionato per la competizione artistica delle Olimpiadi estive del 1936. Vinse anche vari premi, tra cui il Premio Dagnini per l'architettura nel 1938, e il Premio Curlandese di Scultura nel 1939.
Alcune sue opere si trovano a Bologna, dove lavorò principalmente in ambito ecclesiastico. Tra i suoi lavori, si segnalano nella chiesa del Corpus Domini il grande crocefisso in stucco che dal restauro postbellico del 1957 decora la cappella dei coniugi Lucia e Luigi Galvani, e il bassorilievo sempre in stucco della cappella dedicata a sant'Antonio da Padova. Nel secondo dopoguerra collaborò anche al restauro del Teatro anatomico dell'Archiginnasio. Al cimitero monumentale della Certosa di Bologna realizzò vari monumenti, tra cui il bassorilievo in bronzo per la famiglia Artioli e quello per la cappella Bortolotti.
Un suo Atleta fu esposto alla Galleria d'Arte Moderna di Bologna.
Dipinse anche ad olio.
È sepolto in Certosa, nella tomba di famiglia nel Campo degli Ospedali.